# 太陽手に月は心の両手に
「太陽手に月は心の両手に」（たいようてにつきはこころのりょうてに）は、1996年2月2日に歌手のUAがリリースした通算3枚目のシングル。

## 概要
- 初のチャートインシングル。
- ミニアルバム『PETIT』収録曲。もともとシングル曲ではないのに関わらずこぞってクラブ・プレイされ、かなりの反応を呼び起こしていたことから、シングル・カットされた[4]。
- 2017年1月に、「情熱」「リズム」とともに7インチ・シングルとしてリリースされた[5]。
- 「太陽手に月は心の両手に」は、2017年に長澤まさみと杉野遥亮の出演するAZUL by moussyのCMソングとして使用された[6]。

## 収録曲
| 全作詞: UA。 |                                             |           |                     |              |      |
| #            | タイトル                                    | 作詞      | 作曲・編曲          | プロデュース | 時間 |
| 1.           | 「太陽手に月は心の両手に (SINGLE VERSION)」 | UA        | 藤原ヒロシ 朝本浩文 | 藤原ヒロシ   | 4:47 |
| 2.           | 「MAMA」                                    | UA        | 小倉博和            | 小倉博和     | 4:52 |
| 合計時間:    | 合計時間:                                   | 合計時間: | 合計時間:           | 9:39         |      |

## クレジット[7]

### 太陽手に月は心の両手に
- 作詞：UA
- 作曲：藤原ヒロシ、朝本浩文
- 編曲：藤原ヒロシ
- レコーディング・エンジニア：杉山勇司、伊藤嘉文、笹原与志一、高田英男
- ミキシングエンジニア：William O'Donovan

- ピアノ、オルガン、シンセサイザー・マニピュレーター：朝本浩文
- コーラス、コーラス・アレンジ：佐々木久美
- ピアノ、ストリング・アレンジ：福原まり
- ギター：小倉博和、岡田陽助
- ベース：沖山優司 Shinichi Matsunaga
- フルート：国吉静治
- パーカッション：大石真理恵、ASA-CHANG
- ドラムス：伊藤直樹

### MAMA
- 作詞：UA
- 作曲、編曲：小倉博和
- ミキシングエンジニア：中原正幸

- ギター：小倉博和
- ピアノ、オルガン、キーボード：片山敦夫
- ベース：荻原基文
- ドラムス：小田原豊
- サックス、ホーン・アレンジ：山本拓夫
- トランペット：荒木敏男
- パーカッション：大石真理恵
- コーラス、コーラス・アレンジ：佐々木久美
- ヴァイオリン：HONZI
- オルガン：浦清英
- コンピューター・プログラミング：高安錬太郎

### Art Work Credit
- アートディレクション、デザイン：松蔭浩之(psyvogue)
- 写真：Geoffrey Johnson
- MV監督：北島明

## リリース日一覧
| 地域 | リリース日    | レーベル          | 規格     | 規格品番 | 備考 |
| ---- | ------------- | ----------------- | -------- | -------- | ---- |
| 日本 | 1996年6月21日 | SPEEDSTAR RECORDS | 8cmCD    | VIDL-232 |      |
| 日本 | 2007年8月22日 | SPEEDSTAR RECORDS | 音楽配信 | -        |      |
| 日本 | 2017年6月14日 | SPEEDSTAR RECORDS | EP盤     | HR7S041  |      |

## タイアップ
| 年     | 曲名                   | タイアップ                              |
| ------ | ---------------------- | --------------------------------------- |
| ?      | 太陽手に月は心の両手に | NTTドコモ/DoCoMo「DoCoMo関西」 CMソング |
| 2017年 | 太陽手に月は心の両手に | AZUL by moussy CMソング                 |

## 収録アルバム

### 太陽手に月は心の両手に
| アルバム                               | リリース日     | 備考                 |
| -------------------------------------- | -------------- | -------------------- |
| 『PETIT』                              | 1995年10月21日 | アルバム・バージョン |
| 『FINE FEATHERS MAKE FINE BIRDS』      | 1997年4月23日  | ライブ・バージョン   |
| 『Illuminate 〜the very best songs〜』 | 2003年9月17日  | ベスト盤             |
| 『ハルトライブ』                       | 2010年4月7日   | ライブ・バージョン   |
| 『PETIT』 Deluxe Edition               | 2016年5月25日  | リマスター版収録     |

## カヴァー

### 太陽手に月は心の両手に
| アーティスト           | 収録作品                 | 発売日         | レーベル     | 規格   | 規格品番       | 備考           |
| ---------------------- | ------------------------ | -------------- | ------------ | ------ | -------------- | -------------- |
| 西恵利香               | PROLOGUE                 | 2015年1月13日  | Shiningwill  | CD     | SHINN-2        |                |
| NICO Touches the Walls | マシ・マシ               | 2016年11月30日 | Ki/oon Music | CD+DVD | KSCL-2823~2824 | 【初回限定盤】 |
| NICO Touches the Walls | マシ・マシ               | 2016年11月30日 | Ki/oon Music | CD     | KSCL-2825      | 【通常盤】     |
| SODA!                  | ベイクルーズグループのCM | 2018年11月7日  | -            | -      | -              |                |

### 音楽配信
- 太陽手に月は心の両手に - mora
- 太陽手に月は心の両手に - AWA
- 太陽手に月は心の両手に - YouTube Music プレイリスト
- 太陽手に月は心の両手に - Spotify
- 太陽手に月は心の両手に - Apple Music